# كليفتون سيتي (ميزوري)
كليفتون سيتي (بالإنجليزية: Clifton City)‏ هي إحدى المجتمعات الفردية (غير مصنفة) في ولاية ميزوري في الولايات المتحدة الأمريكية.